# Cratere Nyele
Nyele  è un cratere sulla superficie di Venere.